# Call of Duty: Vanguard
Call of Duty: Vanguard ist ein Ego-Shooter aus dem Jahr 2021, das von Sledgehammer Games entwickelt und von Activision veröffentlicht wurde. Es wurde am 5. November für Microsoft Windows, PlayStation 4, PlayStation 5, Xbox One und Xbox Series veröffentlicht. Es ist der 18. Teil der gesamten Call-of-Duty-Serie. Die Kampagne handelt von einer Spezialeinheit, welche während des 2. Weltkrieges in Hamburg geheime SA-Dokumente bergen soll. Die Story wird hierbei teilweise in Flashbacks der einzelnen Protagonisten erzählt.

## Handlung
Im August 1941 ist 2nd Lieutenant Lucas Riggs in Tobruk, Libyen, als Teil der von Australien geführten Garnison der Rats of Tobruk stationiert. Nach einem fehlgeschlagenen Überfall auf einen deutschen Konvoi wird Riggs zusammen mit seinem Kameraden, dem Gefreiten Desmond „Des“ Wilmot, und dem britischen Leutnant Richard Jacobs beauftragt, Vorräte für die britische Armee zu bergen. Riggs, Des und Jacobs gelingt es, Informationen über General Erwin Rommel zu finden und dabei ein deutsches Depot zu zerstören, jedoch werden sie von Major Henry Hamms wegen Ungehorsam festgenommen. 1942, während der zweiten Schlacht von El Alamein, erhalten Riggs und die Rats von Hamms den Befehl, eine Verteidigungslinie zu bilden. Riggs missachtet jedoch den Befehl und versucht, einen Hügel zurückzuerobern und Bomberunterstützung anzufordern, wobei Des ihn unterstützt. Die beiden sind erfolgreich, doch Des wird im Kampf getötet. Verärgert über die Missachtung des Beitrags der Rats zum Kampf, schlägt Riggs Hamms aus Frustration nieder, was ihm eine Gefängnisstrafe einbringt.
Im Juni 1942 nimmt der Pilot der United States Navy, Lieutenant Wade Jackson, zusammen mit seinem Heckschützen, Aviation Machinist's Mateo Hernandez, an der Schlacht um Midway teil. Im November 1943 wird Jacksons und Hernandez’ Flugzeug bei einem Angriff auf die kaiserliche japanische Armee in Bougainville abgeschossen, und die beiden werden von Soldaten der IJA gefangen genommen. Sie werden von der 93. Infanteriedivision gerettet, die ihnen später hilft, eine Aichi D3A der kaiserlichen japanischen Marine zu klauen, um die Division bei der Rückeroberung der Insel zu unterstützen.
Im August 1942 wird die Krankenschwester Polina Petrova aus der Roten Armee Zeugin des Einmarsches der Deutschen in Stalingrad. Es gelingt ihr nicht, ihren Vater Boris vor der Erschießung durch die feindlichen Truppen zu retten, aber sie kann mit ihrem Bruder Mischa und einigen sowjetischen Partisanen entkommen. Als sie Leo Steiner, den für den Einmarsch verantwortlichen Wehrmachtsbefehlshaber, verfolgt, erhält Petrova schließlich den Spitznamen „Lady Nightingale“. Im Januar 1943 versuchen Petrova und Mischa, ein Attentat auf Steiner in Stalingrad zu verüben, doch Mischa wird schwer verwundet. Er opfert sich, um Petrova Zeit zur Flucht zu verschaffen. Petrova stellt Steiner schließlich zur Rede und tötet ihn was die Bürger von Stalingrad dazu inspiriert, die Stadt von den Nazis zurückzuerobern. Anschließend nimmt sie Steiners Vorgesetzten, Hermann Freisinger, ins Visier.
Im Juni 1944 nimmt der britische Fallschirmjäger Sergeant Arthur Kingsley an der Operation Tonga teil, bei der er und ein Fallschirmjägerregiment dabei helfen, die Geschützbatterie von Merville und mehrere andere Brücken zu zerstören, um die alliierten Truppen bei der Invasion in der Normandie zu unterstützen. Kingsley freundet sich mit seinem Fallschirmjäger-Kollegen Sergeant Richard Webb an, der später Kingsleys rechte Hand werden sollte.
Kingsley, Webb, Petrova, Jackson und Riggs sowie ein sechster Soldat namens Milos Novak werden schließlich von Captain Carver Butcher rekrutiert, um die erste Sondereinsatztruppe mit dem Namen Vanguard zu bilden. Im April 1945 entführt die Task Force Vanguard einen Zug nach Hamburg, Deutschland, um Informationen über das Projekt Phoenix, ein geheimes Naziprogramm unter der Leitung von Freisinger, zu sammeln. Während sie ein U-Boot der Kriegsmarine infiltrieren, wird die Gruppe von Freisingers Männern gefangen genommen, abgesehen von Jackson, der sich ihnen entzieht, und Novak, der von Freisinger zu Tode geprügelt wird. Die Vorhut wird an das Gestapo-Hauptquartier in Berlin ausgeliefert, wo Freisinger den Schutzstaffel-Offizier Jannick Richter beauftragt, sie zu verhören. Jackson wird ebenfalls gefangen genommen, nachdem er versucht hat, ein Flugzeug zu stehlen; Richter demoralisiert die Gruppe, indem er Webb hinrichtet.
Da Richter nichts über den Zweck des Projekts Phoenix und Freisingers Beteiligung weiß, versucht er, durch Verhöre von Petrova und Riggs mehr über Steiners und Rommels Verbindung zu Freisinger zu erfahren. Er kommt zu dem Schluss, dass das Projekt ein Putschversuch war, um Freisinger zum neuen Führer des Vierten Reiches zu ernennen. Als Berlin nach dem Selbstmord Adolf Hitlers von der Roten Armee belagert wird, bricht Riggs aus dem Verhör aus und befreit die Gruppe, während Kingsley Richter tötet, um Webb zu rächen. Die Vorhut verfolgt Freisinger bis zum Flughafen, wo sie ihn schließlich festnehmen und lebendig verbrennen. Die vier gehen dann an Bord von Freisingers Luftwaffenflugzeug und entdecken zahlreiche deutsche Dokumente und Vermögenswerte, die die weltweiten verdeckten Operationen der Nazis enthüllen. Kingsley beschließt, das Projekt Aggregat, eine geheime V2-Raketenanlage, weiterzuverfolgen, und befiehlt Jackson, dorthin zu fliegen.

## Spielprinzip

### Einzelspieler
Die Kampagne von Vanguard bietet ähnliche Gameplay-Mechaniken, die bereits in Modern Warfare eingeführt wurden, wie z. B. die Möglichkeit, Waffen an flachen Oberflächen zu befestigen, mit Türen zu interagieren und Takedowns auszuführen. Neue Gameplay-Features ermöglichen dem Spieler eine fortschrittlichere taktische Herangehensweise im Kampf, wie z. B. blindes Feuern aus der Deckung heraus, Durchbrechen zerstörbarer Umgebungselemente oder das Erschaffen neuer Wege, um Ziele zu erreichen, indem Wände erklommen werden.

### Mehrspieler
Der Mehrspielermodus von Vanguard hat insgesamt 20 Karten, von denen 16 für die Hauptspielmodi vorgesehen sind, während die anderen 4 für einen neuen Spielmodus mit dem Titel „Champion Hill“ vorgesehen sind. Dabei handelt es sich um die nächste Generation von Gunfight, einem 2v2-Arenamodus, der zuvor in Call of Duty: Modern Warfare und Call of Duty: Black Ops Cold War enthalten war. Das Hauptziel von Champion Hill ist es, unabhängig davon, ob man Solos (1v1), Duos (2v2) oder Trios (3v3) spielt, so lange zu überleben, wie nötig, um als letzter Mann in ein Squad-basiertes Deathmatch-Rundenturnier zu kommen, in dem die Spieler Strategie und Taktik in einem rasanten Nahkampf kombinieren. Alle acht Squads teilen sich zwölf Leben (bzw. 18 in Trios), während sie gleichzeitig auf vier speziell für diesen Spielmodus entwickelten Karten gegeneinander kämpfen. Sobald die Leben aufgebraucht sind, ist das Spiel vorbei und der letzte Squad mit verbleibenden Leben gewinnt die Runde. Obwohl jeder Spieler mit der gleichen Ausrüstung startet, können Spieler in sogenannten „Kaufrunden“ effektivere Waffen, tödliche, taktische Ausrüstung und Perks mit der Modus-Währung erwerben.
Zum ersten Mal im Call-of-Duty-Franchise wird die Funktion „Combat Pacing“ in das Multiplayer-Matchmaking von Vanguard eingeführt, die es dem Spieler ermöglicht, mehr Kontrolle über die Intensität und Dichte der wichtigsten Mehrspieler-Spielmodi zu haben. Die Spieler können aus drei vordefinierten Filtern wählen, die unterschiedliche Spielstile bevorzugen, um das Mehrspieler-Gameplay-Erlebnis anzupassen.
Zusätzlich zum Gunsmith-System, das in erweiterter Form zurückkehrt, bietet der Mehrspielermodus von Vanguard auch ein sogenanntes „Caliber-System“, das immersive Elemente einer zerstörbaren und reaktiven Umgebung auf die Karten bringt. Aber auch die neu eingeführte Blindfeuer-Gameplay-Mechanik, die es dem Spieler erlaubt, blind um Ecken zu schießen, ist im Mehrspielermodus möglich. Vanguard ist außerdem der erste Call-of-Duty-Titel, der mit Ricochet Anti-Cheat ausgestattet ist, einem Anti-Cheat-System, das eine Kombination aus serverseitigem Schutz und einem Treiber auf Kernel-Ebene verwendet. Wie auch Cold War wird Vanguard mit Call of Duty: Warzone integriert, so dass die Spieler Waffen, Operatoren und andere kosmetische Gegenstände in beiden Titeln nutzen können, zusätzlich zu den bereits vorhandenen Modern-Warfare- und Cold-War-Gegenständen in Warzone. Wie die vorherigen Hauptteile des Call-of-Duty-Franchises seit 2019 ist auch der Mehrspielermodus von Vanguard vollständig plattformübergreifend spielbar und unterstützt das generationenübergreifende Spielen auf Heimkonsolen der achten und neunten Generation.

### Zombies
Der kooperative Zombies-Modus kehrt in Vanguard zurück, das von Treyarch in Zusammenarbeit mit Sledgehammer Games entwickelt wurde. Der Modus gilt als Erweiterung der Dark-Aether-Story und fungiert als Prolog zur Zombie-Story von Black Ops Cold War. Zum Start bietet das Spiel einen neuen Spielmodus mit dem Titel „Der Anfang“, der Aspekte des rundenbasierten Survival-Gameplays mit dem zielbasierten Gameplay von Outbreak und Onslaught kombiniert, beides neue Spielmodi, die in Cold War eingeführt wurden. Gameplay-Elemente aus Cold War kehren in Vanguard zurück, wie z. B. Essence und Salvage als Währungen und Dark-Aether-basierte Feld-Upgrades, zusätzlich zu klassischen Zombies-Gameplay-Gegenständen wie Perks und der Pack-a-Punch-Maschine. Ein neues Gameplay-Feature, der Altar der Bündnisse, gewährt den Spielern in jedem Match zufällige Buffs, die eine Vielfalt an Kampf-Builds ermöglichen.

## Entwicklung
Vanguard ist der dritte von Sledgehammer Games entwickelte Titel des Call-of-Duty-Franchises nach Call of Duty: Advanced Warfare (2014) und Call of Duty: WWII (2017).
Nach der Veröffentlichung von WWII durchlief das Studio einen Umbauprozess hinsichtlich der Organisationsstruktur. In einem Interview mit VentureBeat über den Umbau und den Weg, der Sledgehammer Games zur Entwicklung von Vanguard führte, betonte Studioleiter Aaron Halon: „Wir lieben unser Erbe und das, was wir geschaffen haben, aber wir wollten auch über die Zukunft des Studios nachdenken und darüber, wie wir uns aufstellen können, um noch stärker zu werden. […] wir sind stolz auf die Entscheidungen, die wir auf unserem Weg getroffen haben und die uns dahin geführt haben, wo wir heute mit Call of Duty: Vanguard stehen.“
Ursprünglich sollte der dreijährige Zyklus der primären Entwicklerrotation zwischen Infinity Ward, Treyarch und Sledgehammer Games, in dem das Modell 2012 zum ersten Mal eingeführt wurde, im Jahr 2020 fortgesetzt werden, wobei Sledgehammer die Führung bei der Entwicklung eines neuen Call-of-Duty-Teils neben Raven Software übernehmen sollte. Aufgrund von Interessenkonflikten zwischen den beiden Unternehmen wurde die Verantwortung auf Treyarch übertragen, die die Kontrolle über das Projekt übernahmen, was dazu führte, dass Black Ops Cold War im Jahr 2020 entwickelt wurde.
Während Activisions Q1 Earnings Call im Mai 2021 wurde bestätigt, dass die Entwicklung eines neuen Call-of-Duty-Spiels von Sledgehammer Games geleitet wird, das im vierten Quartal 2021 erscheinen soll. Der Entwickler bestätigte dies auch auf seinem offiziellen Twitter-Account. Activision Blizzard President und Chief Operating Officer Daniel Alegre sagte dazu: „Wir freuen uns sehr auf die diesjährige Premium-Veröffentlichung von Call of Duty. Die Entwicklung wird von Sledgehammer Games geleitet. Das Spiel sieht großartig aus und ist auf dem besten Weg, im Herbst veröffentlicht zu werden. Es ist ein für die nächste Generation entwickeltes Erlebnis mit atemberaubender Grafik in der Kampagne, im Mehrspielermodus und im kooperativen Spielmodus, das sich in das bestehende COD-Ökosystem einfügt und dieses erweitert. Wir freuen uns darauf, bald weitere Details mit der Community zu teilen.“
Da Vanguard auf einer aktualisierten Version der IW-8.0-Engine basiert, die auch Modern Warfare angetrieben hat, wird die Grafik des Spiels zum Teil unter Verwendung fortschrittlicher Photogrammetrie und verbesserter volumetrischer Beleuchtungstechniken entwickelt, während gleichzeitig fotorealistische, reaktive und zerstörbare grafische Umgebungsdetails und -texturen mit einem Schadenslayer-System eingeführt werden, das auf den Aufprall von Kugeln auf verschiedenen Oberflächen reagiert.

## Rezeption
Vanguard erhielt laut Metacritic „durchschnittliche Wertungen“ seitens der Fachpresse. So sagte Jordan Middler, dass sich Vanguard besser anfühle, als Black Ops: Cold War, jedoch hinter den Maßstäben von Modern Warfare (2019) zurück bliebe.
Martin Woger von Eurogamer bewertete die Entwicklung von Call of Duty: Vanguard als routiniert auf hohem Qualitätsniveau. Die Inszenierung sei tadellos, das Schießen wuchtig und feingeschliffen, aber die Hintergrundgeschichte überzeuge nicht.